# Korsberga, Vetlanda kommun
Korsberga, tidigare Österkorsberga, är en tätort i Vetlanda kommun i Jönköpings län, kyrkort i Korsberga socken. 
Korsberga är beläget längs riksväg 31 söder om Vetlanda.

## Befolkningsutveckling
| Befolkningsutvecklingen i Korsberga 1960–2020              | Befolkningsutvecklingen i Korsberga 1960–2020 | Befolkningsutvecklingen i Korsberga 1960–2020 | Befolkningsutvecklingen i Korsberga 1960–2020 | Befolkningsutvecklingen i Korsberga 1960–2020 |
| ---------------------------------------------------------- | --------------------------------------------- | --------------------------------------------- | --------------------------------------------- | --------------------------------------------- |
|                                                            |                                               |                                               |                                               |                                               |
| År                                                         |                                               |                                               | Folkmängd                                     | Areal (ha)                                    |
| 1960                                                       | 1960                                          |                                               | 648                                           |                                               |
| 1965                                                       | 1965                                          |                                               | 649                                           |                                               |
| 1970                                                       | 1970                                          |                                               | 681                                           |                                               |
| 1975                                                       | 1975                                          |                                               | 706                                           |                                               |
| 1980                                                       | 1980                                          |                                               | 770                                           |                                               |
| 1990                                                       | 1990                                          |                                               | 802                                           | 119                                           |
| 1995                                                       | 1995                                          |                                               | 755                                           | 119                                           |
| 2000                                                       | 2000                                          |                                               | 731                                           | 119                                           |
| 2005                                                       | 2005                                          |                                               | 731                                           | 119                                           |
| 2010                                                       | 2010                                          |                                               | 694                                           | 119                                           |
| 2015                                                       | 2015                                          |                                               | 731                                           | 116                                           |
| 2020                                                       | 2020                                          |                                               | 750                                           | 125                                           |
| Anm.: Namnändring 1980 från Österkorsberga till Korsberga. |                                               |                                               |                                               |                                               |

## Samhället
I Korsberga ligger Korsberga kyrka, Stocksbergskyrkan, en skola (årskurs 1-6) och ett servicehus. I Korsberga finns även en ICA-butik, en bensinstation "Börjes", en pizzeria, en fish & chips- och thairestaurang, en fiskebutik "Bengtssons" och en butik med cyklar, gräsklippare och båtar "Bengtssons".

## Näringsliv
En av Sveriges största trähustillverkare, Trivselhus, ligger i Korsberga.

## Idrott
Fotbollsklubben Österkorsberga IF är från orten.

## Bildgalleri

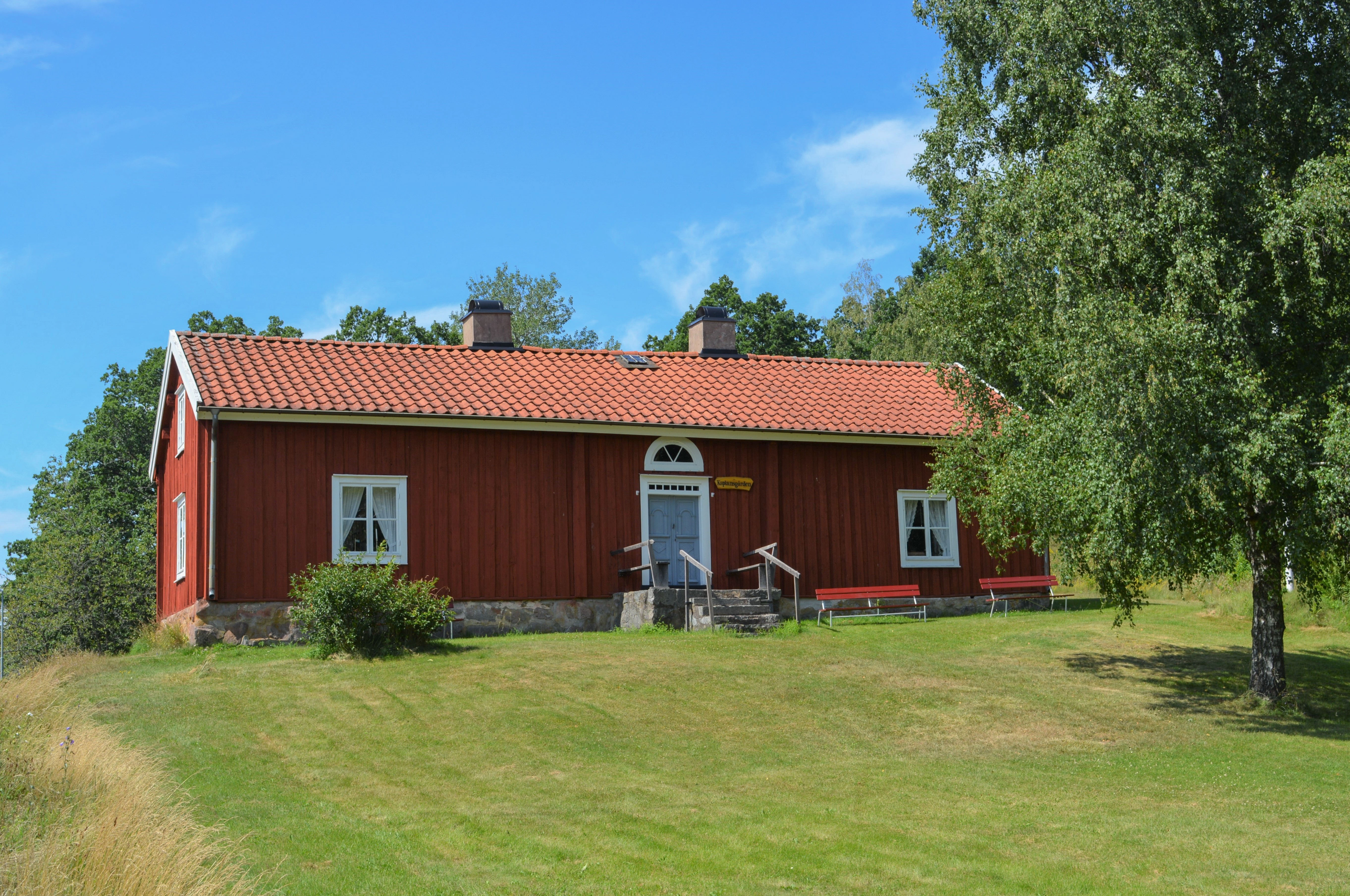
Korsberga hembygdsgård
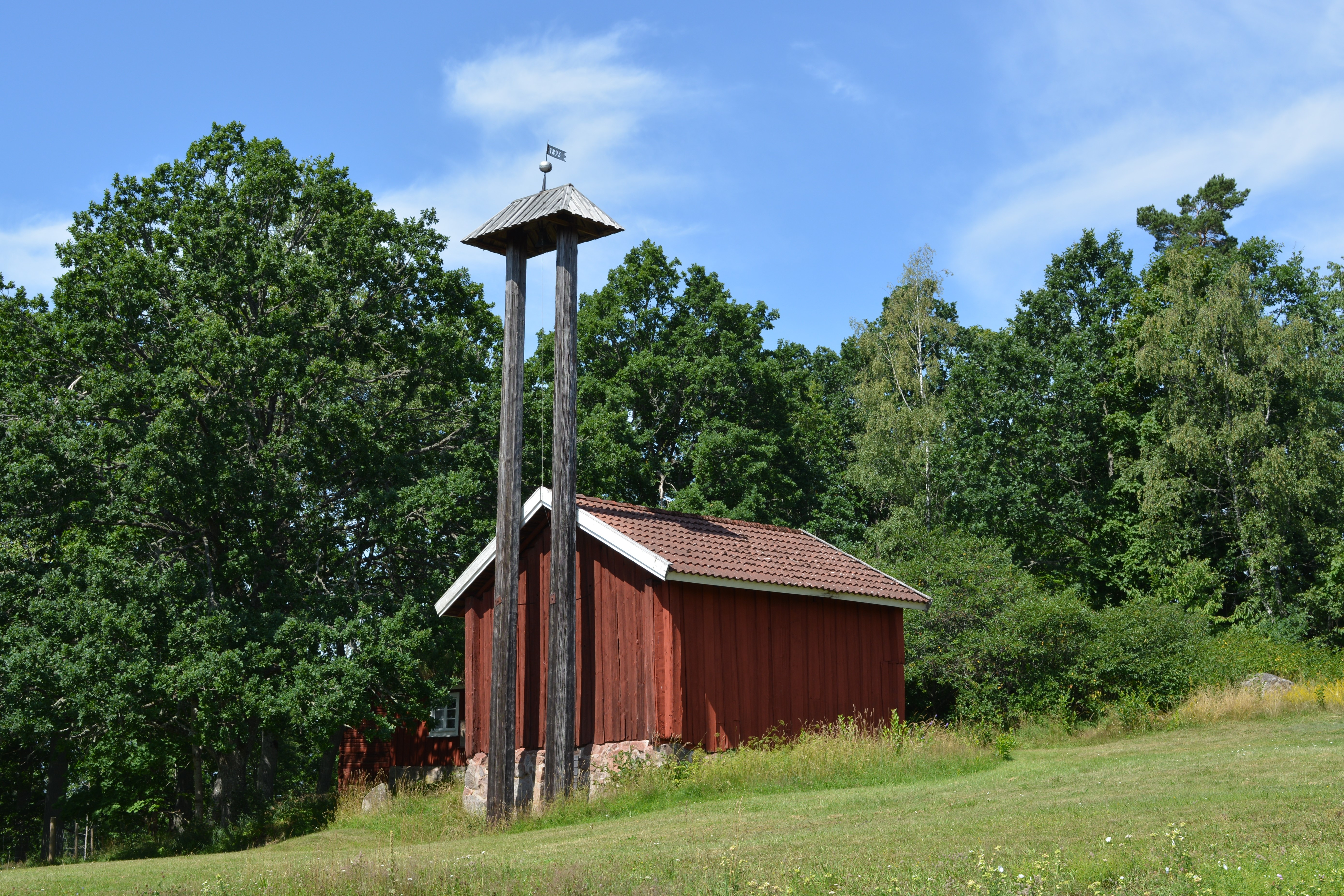
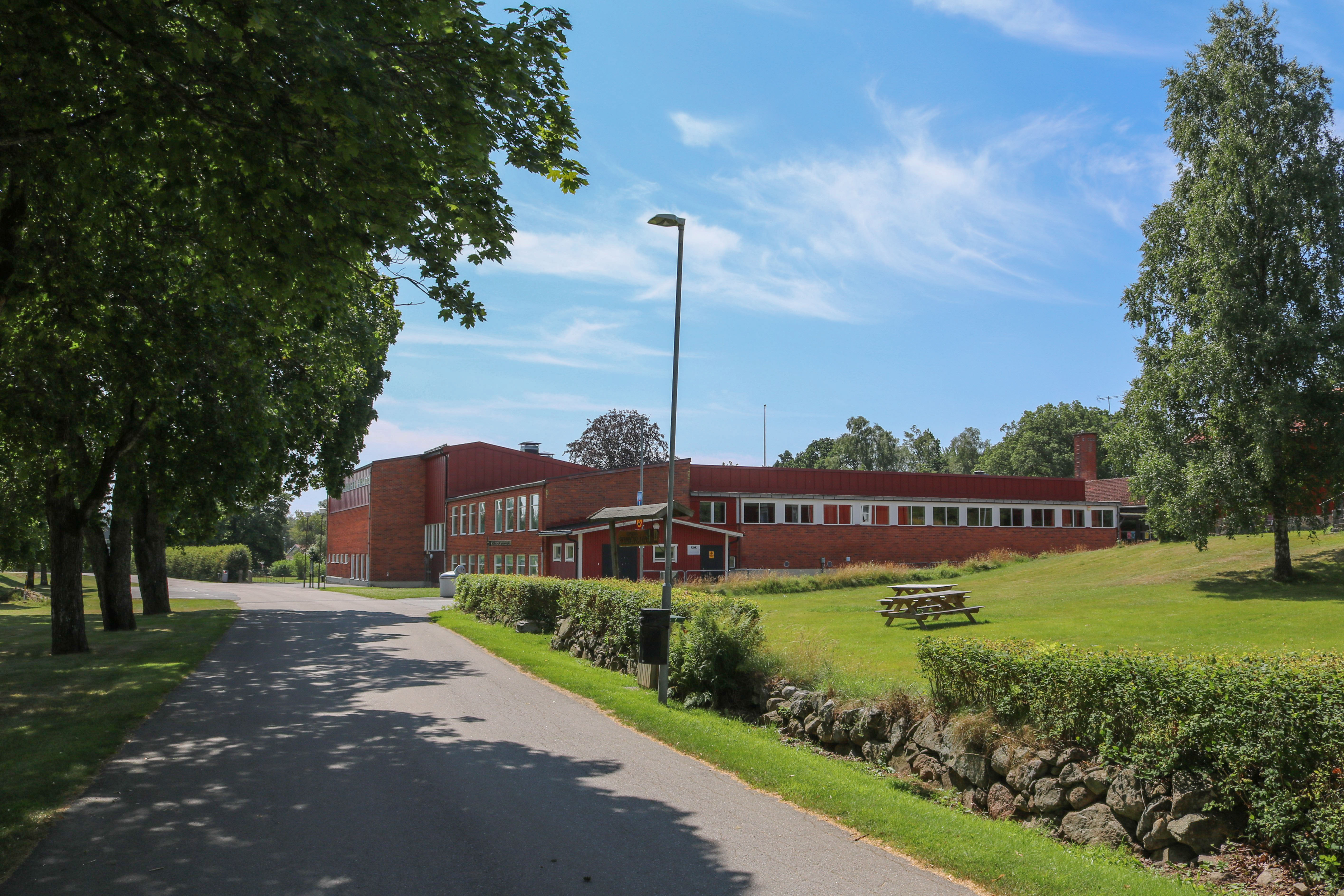
Korsberga skola
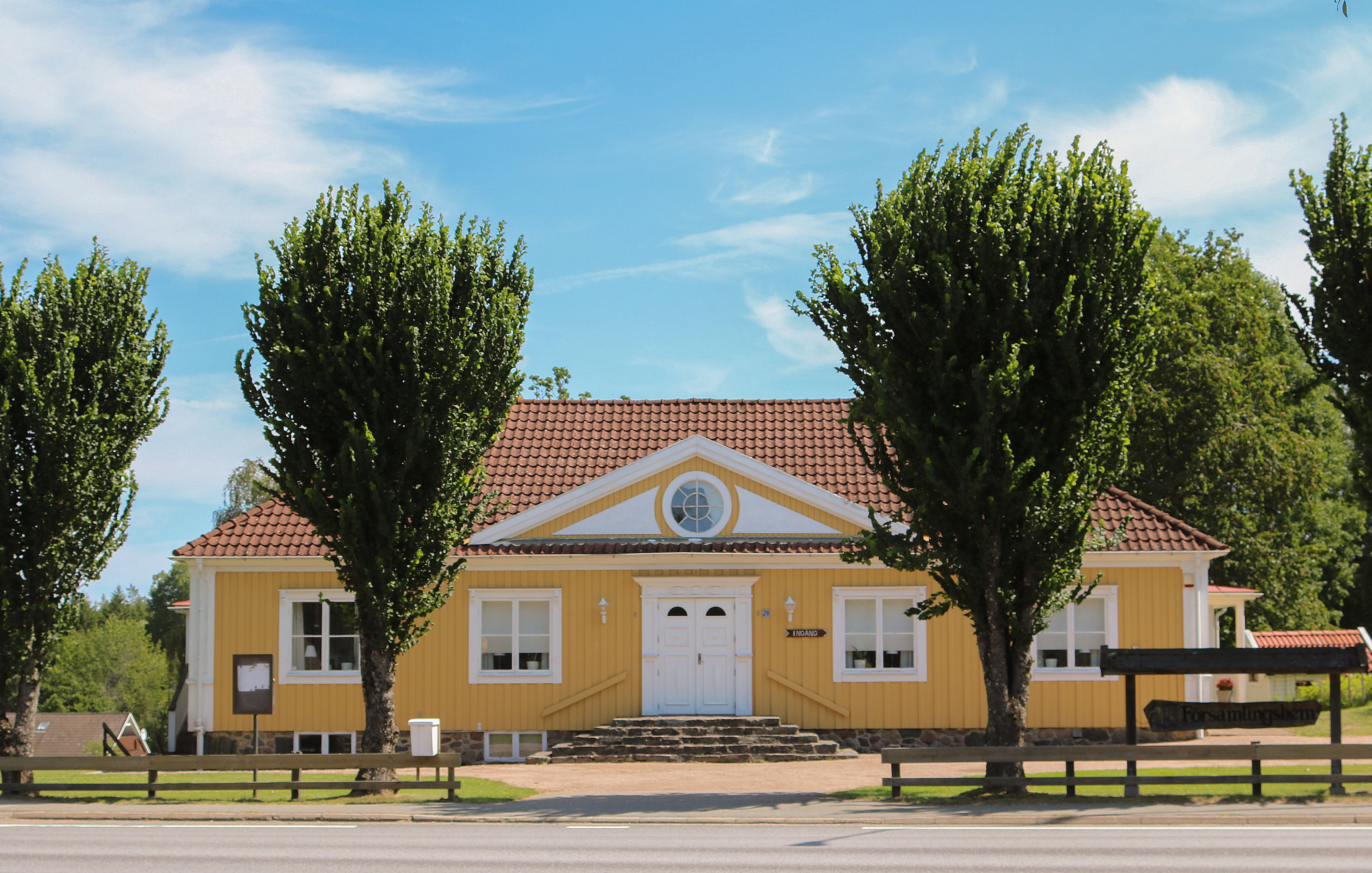
Församlingshemmet